# Musica assoluta
Col termine musica assoluta o musica astratta ci si riferisce a un genere musicale della musica colta che non tratta esplicitamente di alcunché; nata in contrasto con la musica a programma, questo tipo di musica si propone come non rappresentativa.

## Storia
L'idea della musica assoluta nacque verso la fine del XVIII secolo nelle scritture di autori del primo romanticismo tedesco, come Wilhelm Heinrich Wackenroder, Ludwig Tieck e E. Hoffmann, anche se il termine fu coniato solo nel 1846, quando fu usato per la prima volta da Richard Wagner in un programma per la nona sinfonia di Beethoven.
L'idea estetica che sottostà alla musica assoluta ha forti debiti nei confronti delle idee di estetica esposte nella Critica del Giudizio di Immanuel Kant ed al dibattito da queste generato fra i musicisti, i compositori, gli storici di musica ed i critici.